# Pycnarmon dryocentra
Pycnarmon dryocentra là một loài bướm đêm trong họ Crambidae.